# Øyvind Skaanes
Øyvind Skaanes (né le 29 mai 1968) est un ancien fondeur norvégien.

## Championnats du monde
- Championnats du monde de ski nordique 1991 à Val di Fiemme 
  -  Médaille d'or en relais 4 × 10 km.

## Coupe du monde
- Meilleur classement final : 19e en 1990.
- Meilleur résultat : 6e.